# Pośrednie Stawy Rohackie

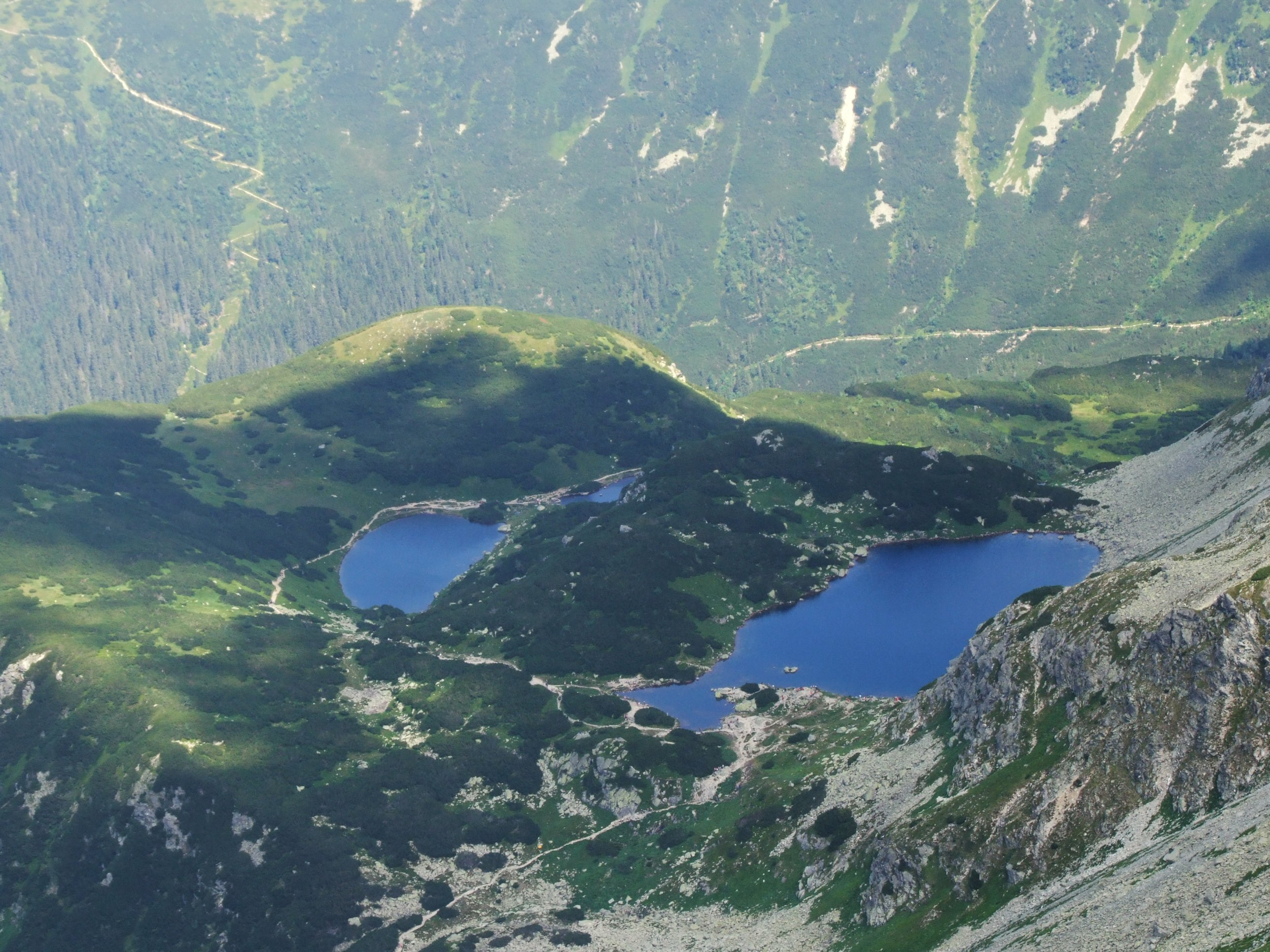
Z lewej strony dwa Pośrednie Stawy Rohackie, po prawej stronie Zadni Rohacki Staw

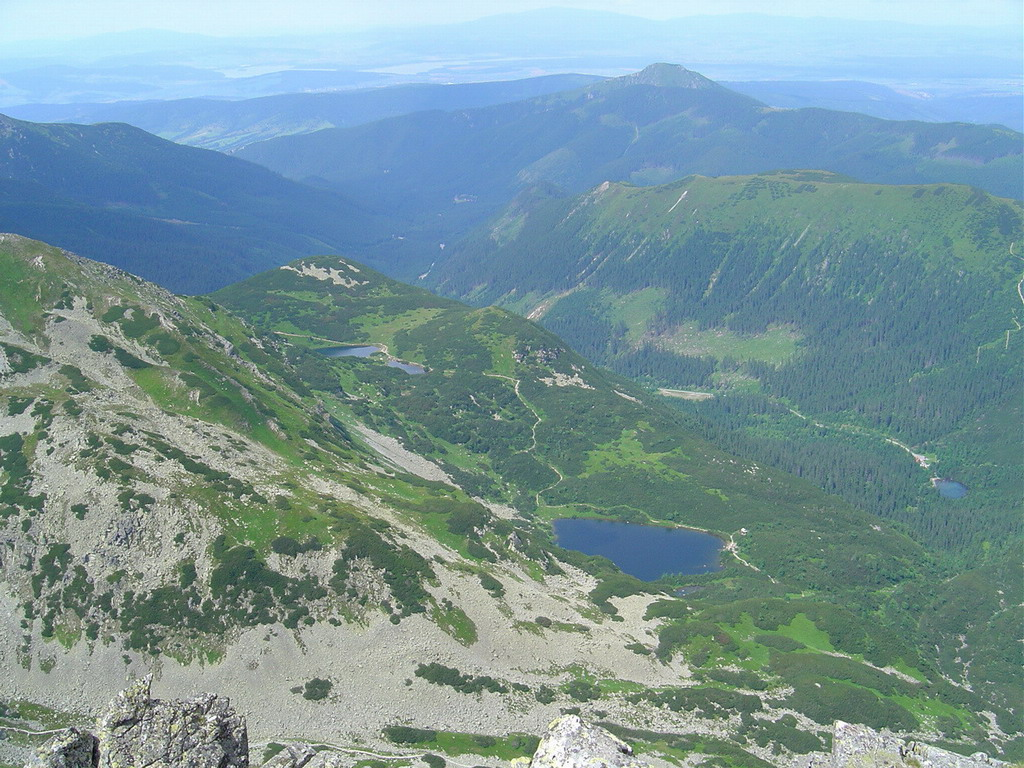
U góry Pośrednie Stawy, niżej Wielki Staw Rohacki, a w dole po prawej stronie Czarna Młaka. Widok z Rohaczy

Pośrednie Rohackie Stawy – dwa z grupy czterech Rohackich Stawów w słowackich Tatrach Zachodnich. Znajdują się w Dolinie Rohackiej, na środkowym z trzech tarasów Przedniego Zielonego. Powstały w rynnie wyrzeźbionej przez lodowiec. W polskiej literaturze obejmuje się je wspólną nazwą Pośrednich Stawów, ale stawy mają też oddzielne nazwy:
- Mały Rohacki Staw (Druhé Roháčske pleso, 1654[1] m n.p.m.) – najmniejszy z czterech Rohackich Stawów. W kierunku od Doliny Smutnej do Doliny Spalonej jest to drugie w kolejności jezioro. Woda z niego spływa strumykiem do Niżniego Stawu Rohackiego.
- Pośredni Rohacki Staw (Tretie Roháčske pleso, 1656[1] m n.p.m.) – trzecie w powyższej kolejności, położone wyżej od poprzedniego. Woda z niego spływa strumykiem do Małego Stawu.

Wzdłuż stawu prowadzi dobrze utrzymany szlak turystyczny i ścieżka dydaktyczna z tablicami informacyjnymi. Widok na Rohacze, Wołowiec, Rakoń.

## Szlaki turystyczne
– zielony od Bufetu Rohackiego dolną częścią Doliny Smutnej, obok Niżniego i Pośrednich Stawów do Wyżniego Stawu Rohackiego i dalej na Banikowską Przełęcz.
- Czas przejścia od bufetu do Wyżniego Stawu: 1:30 h, ↓ 1 h
- Czas przejścia znad Wyżniego Stawu na przełęcz: 2:05 h, ↓ 1:35 h